# Ourapteryx palniensis
Ourapteryx palniensis är en fjärilsart som beskrevs av George Francis Hampson 1907. Ourapteryx palniensis ingår i släktet Ourapteryx och familjen mätare. Inga underarter finns listade i Catalogue of Life.